# Huddersfield
Huddersfield este un oraș în comitatul West Yorkshire, regiunea Yorkshire and the Humber, Anglia. Orașul se află în districtul metropolitan Kirklees a cărui reședință este.

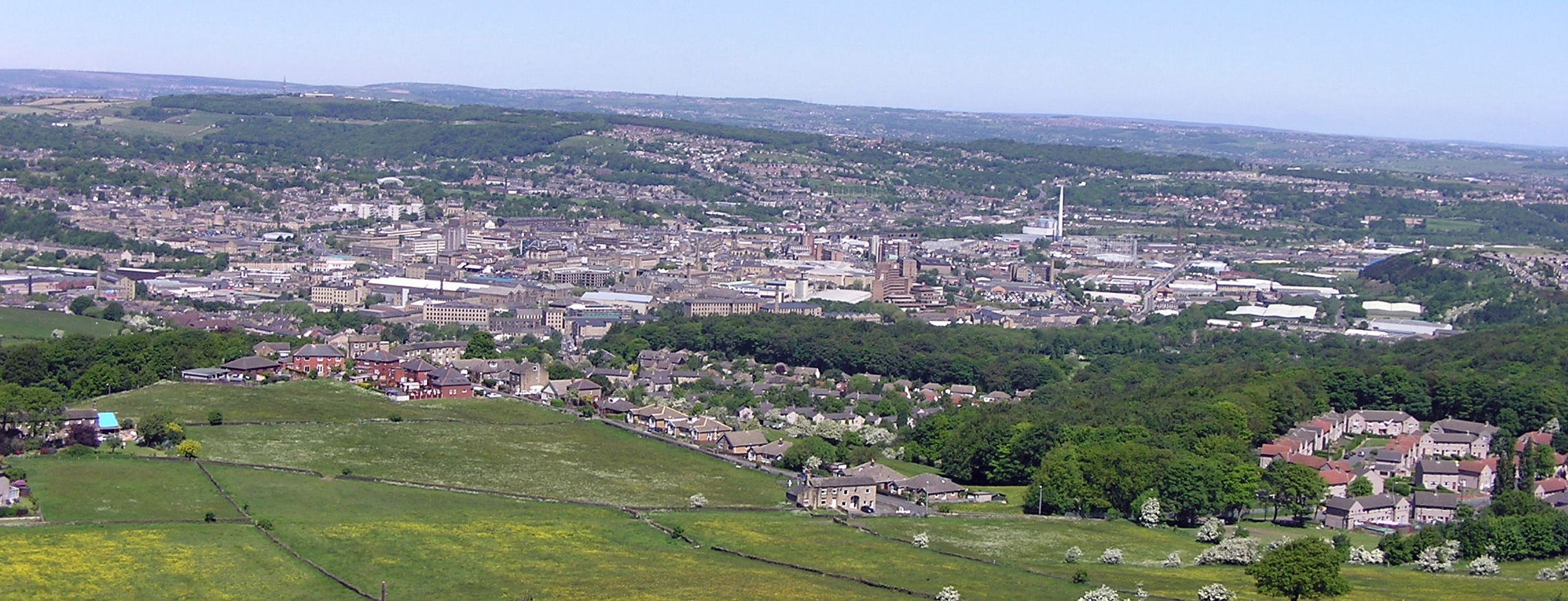
Huddersfield